# Рахівський район
Рахівський район (Рахівщина) — район Закарпатської області України, утворений 2020 року. Адміністративний центр — місто Рахів.

## Адміністративний устрій

### Територіальні громади
Кількість територіальних громад 4:
1. Богданська (сільська)
2. Великобичківська (селищна)
3. Рахівська (міська)
4. Ясінянська (селищна)

### Населені пункти
Кількість населених пунктів 26:
1. село Богдан
2. село Бребоя
3. село Білин
4. селище Великий Бичків
5. село Верхнє Водяне
6. село Видричка
7. село Водиця
8. село Говерла
9. село Ділове
10. село Кваси
11. селище Кобилецька Поляна
12. село Костилівка
13. село Косівська Поляна
14. село Лазещина
15. село Луг
16. село Луги
17. село Плаюць
18. місто Рахів
19. село Розтоки
20. село Росішка
21. село Стебний
22. село Стримба
23. село Сітний
24. село Тростянець
25. село Чорна Тиса
26. селище Ясіня

## Географія

### Рельєф
Район розташований у найвисокогірнішій частині Українських Карпат. На півночі височать Привододільні (Внутрішні) Ґорґани, на заході — Свидовець, на північному сході — Чорногора (гірські частини Полонинського хребта), на півдні — Рахівські гори.
За 40 км від Рахова, у Чорногірському масиві, розташована найвища вершина Українських Карпат та України загалом — гора Говерла (2061 м над рівнем моря). Поряд височать ще п'ять вершин-двотисячників — Бребенескул, Петрос, Піп Іван Чорногірський (Чорна Гора), Ребра та Гутин-Томнатик.
Рельєф високогір'я позначений слідами давнього зледеніння з характерними льодовиковими формами — карами та троговими долинами.

### Корисні копалини
Із мінерально-сировинних ресурсів перспективними для розробки є родовища золота, доломітів, мармуризованих доломітів, а також розлив мінеральних вод.
У 2018 році у Рахівському районі знайшли велике родовище золото-рудних покладів.

### Клімат
Клімат у Рахові помірно континентальний. Період із температурою понад плюс 10 °C загалом становить 147 днів. За даними метеостанції «Рахів» (430 м над рівнем моря), середня температура січня дорівнює мінус 4,8 °C, липня — плюс 18,0 °C, середньорічна — плюс 7,4 °C.
Середньорічна сума опадів становить 1212 мм, з яких максимум припадає на червень-липень. Тут переважають вітри західного і південно-західного напрямку. Із збільшенням висоти над рівнем моря температура повітря знижується, а кількість опадів зростає.

### Гідрологія
Рахівщина належить до районів з високою водозабезпеченістю. На Рахівщині бере початок одна з найбільших приток Дунаю — річка Тиса. Протікаючи просторами Європи, вона дає чисту питну воду населенню України, Румунії, Угорщини, Словаччини. Тут розвідано 82 джерела мінеральних вод.

### Рослинний та тваринний світ
Рахівський район — найлісистіший район в Україні, близько 68 % території вкривають високопродуктивні ліси. Тут зосереджена третина видового складу флори України, поширено майже 300 видів лікарських рослин, половина червонокнижних видів рослин і тварин Карпат. На скелях Близниць, Герешаски, Нєнєски, Кузія та Піп Івана росте кілька десятків рослин, які в Україні ніде більше не трапляються, у тому числі легендарний едельвейс (шовкова косиця). Унікальні праліси та високогірні лучні системи Карпатського біосферного заповідника належать до найцінніших екосистем планети і Міжнародної мережі біосферних резерватів ЮНЕСКО. Ці чудові місця є останнім оплотом таких великих хижаків у Європі, як ведмідь, вовк та рись.
У заповіднику перебувають під охороною понад 1000 видів вищих судинних рослин, 64 види ссавців, 173 види птахів, 9 видів плазунів, 13 видів земноводних, 23 види риб, близько 15 000 видів безхребетних тварин. У заповіднику відмічено 64 види рослин і 72 види тварин, занесених до Червоної книги України та до Європейського Червоного списку.

## Історія
Район створено відповідно до постанови Верховної Ради України № 807-IX від 17 липня 2020 року. До його складу увійшли: Рахівська міська, Богданська сільська, Великобичківська, Ясінянська селищні територіальні громади. 
Однак в результаті адміністративної реформи на території району є анклав Тячівського району. Цей анклав розташований в Карпатах між сьогоднішніми Великобичківською ОТГ і Ясінянською ОТГ і колись належав Білоцерківській сільській раді колишнього Рахівського району. На сьогоднішній день територія колишньої Білоцерківської сільської ради належить Солотвинській ОТГ Тячівського району.
Раніше територія району входила до складу Рахівського (до 2020) району, ліквідованого тією ж постановою.

## Архітектурні пам'ятки
с. Ділове (1750 р.) Різдва Пресвятої Богородиці (Успенська).
У селі Діловому знаходиться дерев'яна церква (1750 р.) Різдва Пресвятої Богородиці (Успенська). У смт. Ясіня — Преображенська (Петропавлівська) дерев'яна церква (1780 р., а роком пізніше збудована її дзвіниця). У 1803 — 1813 рр. у Ясінях зведено з дерева Вознесенський (Струківський) храм із дзвіницею. У селі Середнє Водяне дерев'яна Миколаївська церква та дзвіниця були побудовані 1428 році і є найдавнішими із культових споруд на Закарпатті і в Україні. А Миколаївська (нижня) церква в цьому ж селі споруджена 1776 р. Ці об'єкти мають реєстрацію та перебувають під охороною закону, є національним та культурним надбанням.
Струківська церква
Сучасна діюча церква збудована у 1824 р. і є досконалим зразком церковного будівництва для дерев'яних храмів Гуцульщини (без жодного цвяха) — являє собою витвір архітектурного мистецтва. Церква відзначена вишуканими пропорціями. Дзвіниця збудована 1813 р. становить з церквою єдиний ансамбль і має власну мистецьку цінність. Струківська (Вознесенська) церква — це унікальний зразок традиційного храмового будівництва Гуцульщини.
На горі Піп-Іван Чорногірський (Чорна Гора) розташована колишня обсерваторія, збудована 1938 року за проєктом польських архітекторів. Під час другої світової війни діяльність обсерваторії була зупинена і не відновлена до наших днів.
Взимку обсерваторія так обростає снігом і льодом, що свого часу поляки називали її «Білим слоном». Незважаючи на 70 років руйнації та занедбання, зараз стіни та фундамент обсерваторії перебувають у задовільному стані.